# Formosa do Sul
Formosa do Sul är en kommun i Brasilien.   Den ligger i delstaten Santa Catarina, i den södra delen av landet, 1 300 km söder om huvudstaden Brasília. Antalet invånare är 2 601.
I omgivningarna runt Formosa do Sul växer huvudsakligen savannskog. Runt Formosa do Sul är det ganska glesbefolkat, med 22 invånare per kvadratkilometer.